# Боракс (озеро)
Боракс — это щелочное озеро, расположенное в пустыне Алворда на юго-востоке штата Орегон, США. Площадь озера составляет 4 гектара. Озеро питается геотермальными источниками, которые находятся на глубине 30 метров под поверхностью. Температура этих источников колеблется от 40 до 149 градусов Цельсия.
Температура поверхностных вод обычно варьируется от 16 до 38 градусов Цельсия, но иногда может быть выше. Источники расположены вдоль зоны разлома Стинс, которая проходит с севера на юг через долину Элворд к востоку от горы Стинс.
В озере содержится высокая концентрация тетрабората натрия, а также мышьяка и свинца. Несмотря на это, в озере обитает уникальный вид рыб, известный как голавль озера Боракс. Ранее этот вид находился под угрозой из-за развития геотермальной энергии в окрестностях.
В 1993 году организация The Nature Conservancy выкупила 65 гектаров частной земли, включая озеро, чтобы защитить его. Служба охраны рыбных ресурсов и диких животных США обозначила 260 гектаров около озера как критически важную среду обитания. Закон о кооперативном управлении и защите гор Стинс 2000 года поставил территорию вокруг озера под запрет для геотермальной разведки и добычи полезных ископаемых.
Озеро и близлежащие водно-болотные угодья и водоёмы, такие как озеро Алворд, к северу от небольшого поселения Филдс, являются важной средой обитания птиц.

## История

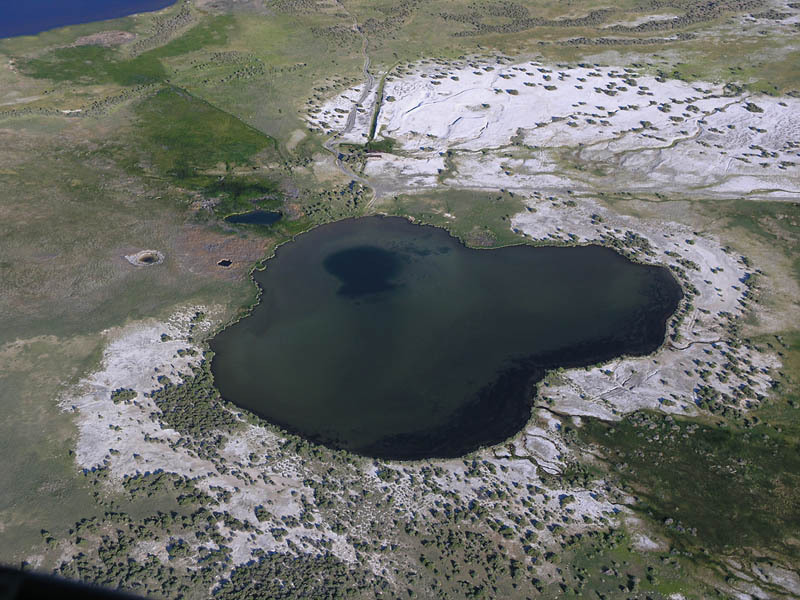
Вид на озеро с воздуха

В конце XIX века горнодобывающая компания Rose Valley Borax приобрела источники и прилегающие к ним земли. Соли тетрабората натрия, выходившие из источников, скапливались на поверхности и образовывали невысокий купол диаметром около 1,6 км. Компания занималась добычей в течение примерно 10 лет. Руду перевозили на железнодорожный терминал в Виннемукке, штат Невада, с помощью фургонов, запряжённых мулами.
В настоящее время на месте, где ранее велась добыча, сохранились руины зданий.
В 1940–1950-х годах интерес к добыче тетрабората натрия и других веществ в районе озера Алворд возрос вновь. В 1960 году геолог, проводивший исследования горячих источников в озере Боракс, сообщил о перспективах возобновления коммерческой добычи в этом районе. Он оценил общее количество боратов, добываемых из озера Боракс и других близлежащих горячих источников, примерно в 140 тонн в год.